# Споменик Петру Радовановићу
Споменик Петру Радовановићу је непокретно културно добро под заштитом Завода за заштиту споменика културе Ниш. Као споменик културе уврштен је 1988. године одлуком Скупштине општине Бор. Откривен је 1982. године поводом обележавања стогодишњице од рођења овог истакнутог радничког борца. Споменик је статуа висине 2,30 м постављена на коцкастом простору, димензије 180х80х80 цм. Постамент и статуа су од бронзе. Налази се на кружном току девју улица - улице Ђорђа Вајферта и улице Шистекове.

## Споменик Петру Радовановићу
1882. године рођен је Петар Радовановић у селу Злот. Споменик му је подигнут јер је био истакнути социјалиста, раднички трибун и рударски радник, потом био је и ратник током Балканских ратова, такође и Првог и Другог светског рата. Такође је био делегат у Москви и тамо је боравио и држао је говоре вечито праћене аплаузима на конгресима рудара Совјетског Савеза. Уреволуционарном радничком покрету био је активан док га болест није сустигла. Споменик се налази код зграде општине у Бору, тачније на кружном току девју улица - улице Ђорђа Вајферта и улице Шистекове.